# Coupe d'Afrique des clubs champions masculine de handball 1983
 (mai 2025).
La Coupe d'Afrique des clubs champions masculine de handball 1983 est la cinquième édition de la compétition. Elle a eu lieu à Brazzaville en République populaire du Congo du 22 au 31 décembre 1983 avec neuf clubs.

## Modalités
Les modalités ne sont pas connues.

## Résultats

### Premier tour
Parmi les résultats, on trouve :
- Nadit Alger bat  USM Libreville 26-19
- Nadit Alger bat  Primeiro de Agosto 23-15
- MP Alger bat  AES SONEL 20-14
- MP Alger bat  Celtic 31-16

### Deuxième tour
Parmi les résultats, on trouve :
- Nadit Alger bat  Al Ahly SC 22-17
- MP Alger bat  Al Ahly SC 18-13
- MP Alger bat  Nadit Alger 17-16

### Phase finale
Dans le match pour la 3e place, le Nadit Alger a battu le Primeiro de Agosto 25-22.
En finale, le MP Alger a battu l'Inter Club de Brazzaville 33-32 après une prolongation.

## Classement final
Le classement final est :
1. MP Alger
2. Inter Club de Brazzaville
3. Nadit Alger
4. Primeiro de Agosto
5. Université d'Abidjan
6. Al Ahly SC
7. Celtic
8. USM Libreville
9. AES SONEL

## Effectifs
L'effectif du MC Alger était : avec Abdelatif Bakir (GB), Kamel Ouchia (GB), Djamel Mekkaoui (GB), Abdelkrim Hamiche, Yahia Benhamouda, Kamel Akkeb, Hocine Ledra, Rachid Mokrani, Omar Azeb, Azzedine Ouhib, Abou Sofiane Draouci, Ahcene Djeffal, Lyazid Seksaoui, Mohamed Medjreb, Kerraz, Boutaghane, Boutaleb, Mouloud Mokhnache, Abdeslam Benmaghsoula. Entraîneur : Mohamed Aziz Derouaz